# Korpijärvi och Verijärvi
Korpijärvi och Verijärvi är en sjö i Finland. Den ligger i kommunen S:t Michel i landskapet Södra Savolax, i den södra delen av landet, 210 km nordost om huvudstaden Helsingfors. Korpijärvi och Verijärvi ligger 103,7 meter över havet. Arean är 11,85 kvadratkilometer och strandlinjen är 68,58 kilometer lång. Sjön  ingår i Kymmene älvs huvudavrinningsområde.   I omgivningarna runt Korpijärvi och Verijärvi växer i huvudsak blandskog. Den sträcker sig 5,5 kilometer i nord-sydlig riktning, och 5,0 kilometer i öst-västlig riktning.
I övrigt finns följande i Korpijärvi och Verijärvi:
- Pirtinsaari (en ö)
- Tahvonsaari (en ö)
- Akkasaari (en ö)
- Kuusisaari (en ö)
- Niemenkärkisaari (en ö)
- Lehmosaari (en ö)
- Vojunsaari (en ö)
- Selkäsaari (en ö)
- Tervahiekansaari (en ö)
- Pukkisaari (en ö)
- Lamposaari (en ö)
- Mustasaari (en ö)
- Karhunpäänsaari (en ö)
- Välikkösaaret (en ö)
- Kalliosaari (en ö)
- Suurisaari (en ö)
- Kätkytsaari (en ö)
- Särkänsaari (en ö)
- Kärkisaari (en ö)
- Mykkyläsaari (en ö)
- Korpisaari (en ö)
- Heiskansaari (en ö)
- Hankosaari (en ö)
- Jalkasaari (en ö)
- Mötönsaari (en ö)
- Kokkosaari (en ö)

I övrigt finns följande vid Korpijärvi och Verijärvi:
- Ylänteenjärvi (en sjö)